# Glycycnyza turangicola
Glycycnyza turangicola är en insektsart som beskrevs av Danzig 1974. Glycycnyza turangicola ingår i släktet Glycycnyza och familjen ullsköldlöss.
Artens utbredningsområde är Uzbekistan. Inga underarter finns listade i Catalogue of Life.